# Boleścice
Boleścice – wieś w Polsce, położona w województwie świętokrzyskim, w powiecie jędrzejowskim, w gminie Sędziszów, nad rzeką Mierzawą.
W latach 1975–1998 miejscowość administracyjnie należała do województwa kieleckiego.

## Integralne części wsi
| SIMC    | Nazwa    | Rodzaj     |
| ------- | -------- | ---------- |
| 0266821 | Zapusty  | kolonia    |
| 0266838 | Zarzecze | przysiółek |

## Historia średniowiecza
Odmiany pisowni nazwy wsi w źródłach XIV i XV wiek
W roku 1374 Bolescicz, Bolesicz, Polesczicz, Bulessow, 1449 Gorzne Boleszczicze 14 km na południowy zachód od Jędrzejowa.
Topografia w wieku XIV i XV
W roku 1376 znana jest droga zw. Osowska (Osowsca) w Boleścicach (dziś w Zielonkach), 4 km na południe od Boleścic jest pole zwane Osowiec, W roku 1381 znany jest źreb zwany Boleścińskie (Bolescinsce) w Boleścicach.
W roku 1382 Mikołaj z Olpic (dziś nieistniejących) z Jankiem kmieciem z Boleścic toczy spór o spalenie znaków granicznych.
W roku 1397 dziedzina w Boleścicach zwie się Sobieszowskie (Sobesowske).
W roku 1449 Ścibor i Mikołaj z Boleścic zawierają z Mikołajem Kulą z Wojciechowic ugodę w sprawie wygonu między Olpicami a Boleścicami. Ma on się rozciągać po obu stronach drogi włodzisławskiej, począwszy od drogi mesznej idącej z Krzcięcic koło Boleścic Górnych, a dalej między rolami aż do drogi Krzyżowej (via Crziszowa). Układający się na mocy ogody winni zwalić ogrodzenia, które postawili wokół wygonu.
Wieś jest własnością szlachecką dziedziczną.
Kalendarium średniowiecza
| Kalendarium wydarzeń z wieku XIV i XV według dat ich powstania | Kalendarium wydarzeń z wieku XIV i XV według dat ich powstania | Kalendarium wydarzeń z wieku XIV i XV według dat ich powstania | Kalendarium wydarzeń z wieku XIV i XV według dat ich powstania |
| Data                                                           | Imię osoby występującej w dokumencie wydarzenie z tym związane | Źródło przypisu: Starodawne Prawa Polskiego Pomniki, poniżej dane bibliograficzne tomów Starodawne Prawa Polskiego Pomniki (wypisy) z ksiąg dawnych sądowych ziemskich i grodzkich ziemi krakowskiej, |                                                                |
| -------------------------------------------------------------- | --- | --- | -------------------------------------------------------------- |
| 1374-90                                                        | Szczepan z Boleścic, po 1390 niegdyś z Boleścic. | (SP 8, 5, 6, 31, 33, 61, 70, 90, 96, 105, 121, 153, 158, 169, 346, 450, 489, 493, 704, 1024, 1051, 1138, 1174, 1212, 1242, 1276, 1309, 1314, 1349, 1392, 1441, 1712, 1714, 1845, 1966, 2019-20, 2097-8, 2149, 2154- 6, 2222, 2227, 2665, 2840, 2937, 3029, 3091, 3220, 4537, 5309, 5457, uw. 35/1, 44/1, 125/6, 126/1, 167/7, 217/8); |                                                                |
| 1374                                                           | Mikołaj Mięso z Boleścic. | (SP 8, 20, 50, 77, 140); |                                                                |
| 1374-83                                                        | tenże Mikołaj z Boleścic | (SP 7/2, 1534, 1536; 8, 31, 45, 69, 77, 90, 96, 113, 153, 166, 177, 193, 318, 346, 355, 413, 629, 720, 743, 888, 973, 984, 1098, 1129, 1141, 1169, 1174, 1177, 1212, 1242, 1276, 1309, 1349, 1392, 1441, 1448, 1508)1; |                                                                |
| 1385                                                           | dzieci zmarłego Mikołaja z Boleścic. | (SP 8, 3582); |                                                                |
| 1374-1403                                                      | Piotr, Piotrasz Bolescki syn Jana, herbu Pilawa, komornik królewski od 1397, notariusz w roku 1400. | (SP 1, 330; 7/2, 69, 1199; 8, 6, 629, 704, 720, 743, 827, 888, 941, 963, 980, 1097, 1132, 2020, 2097, 2149, 2639, 2840, 3029, 3052, 3091, 3220, 4107, 4332, 4351, 4391, 4537, 4783, 5084, 5191, 5327, 5419, 5911, 5973, 6407, 6583, 6618, 7206, 7213, 7294, 7355, 7593, 7739, 7783-4, 7851, 7981, 8015, 8021, 8486, 8538, 8621, 8630, 8638, 8863, 8998, 9057, 9390, 9662, 9665, 9923, uw. 35/1, 44/4, 56/21, 58/43, 60/27, 86/24, 100/1, 102/17,35, 116/18, 120/8, 122/1, 125/6, 126/1, 130/13, 160/3, 164/7, 216/15, 217/5, 238/12, 291/60, 296/11, 298/72, 300/97; DSZ 63, 72; Mog. s. 134; Fed. s. 78; według ind. WAP)2; |                                                                |
| 1376                                                           | Szczepan z Boleścic pozyskuje na Janie z Boleścic i jego synu Mikołaju role w trzech miejscach koło drogi zwanej Osowska. Szczepan z Boleścic występuje przeciw Mikołajowi z Boleścic o zatrzymanie ról, które na nim pozyskał. | (SP 8, 153); (SP 8, 346); |                                                                |
| 1376-89                                                        | dziedzicem Jan, Jaśko z Boleścic | (SP 1, 330; 8, 69, 70, 153, 963, 2098, 2840, 2937, 3052, 3091, 3220, 3222); |                                                                |
| 1377                                                           | Sieciech z Boleścic | (SP 8, 489); |                                                                |
| 1381                                                           | Jan z Boleścic oświadcza, że jego s. Piotr ma wydzielone dobra od ojca i braci i że podzieli źreb zwany Boleścińskie oraz siedlisko koło Szczepana zastawione za 9 grz., gdy bracia dadzą temuż Piotrowi połowę pieniędzy. | (SP 8, 963); |                                                                |
| 1381                                                           | Wyszko z Boleścic. | (SP 8, 1098); |                                                                |
| 1382                                                           | występują Janko kmieć z Boleścic, Trojan z Boleścic, Mikołaj z Boleścic ze Szczepanem z Boleścic o źreb | (SP 8, 1716); (SP 8, 1174, 1242, 1276); |                                                                |
| 1382-3                                                         | Jakusz z Boleścic | (SP 8, 1871, 1898, 2028); |                                                                |
| 1388                                                           | dzidziczką Ofka siostra Marcisza z Więcławic, żona Jakusza z Boleścic | (SP 8, 6228); |                                                                |
| 1382-1402                                                      | Mścisław, Mściszko, Mszczuj z Boleścic herbu Pilawa | (SP 7/2, 9, 1199, 1203; 8, 1282, 1808, 1825, 1837, 2569, 2668, 2840-1, 2949, 2957, 3004, 3011, 3878, 4105, 4107, 4391, 4494, 4787, 5084, uw. 5/8, 11/22, 29/4, 106/26, 111/40, 116/12. 145/14, 177/8; według ind. WAP); |                                                                |
| 1383                                                           | Piotr z Boleścic występuje przeciw Szczepanowi z Boleścic o spalenie młyna dziedzice -Świętko, Wojsław i Paweł z Boleścic Mikołaj synowiec Mikołaja Kobiałki z Boleścic i Olpic | (SP 8, 2156), (SP 8, 2098); (SP 8, 2020); |                                                                |
| 1384                                                           | Mikołaj z Olpic z Mścigniewem z Boleścic i jego braćmi sądzą się o skoszenie łąk. Szczepan z Boleścic oddala prawem roszczenie dzieci Budki Jakusza i Jana o spuściznę Jan z Boleścic sądzi się ze Szczepanem z Boleścic o dziedzinę w Boleścic i Psarach oraz o zranienie                                                                                      | (SP 8, 2957); (SP 8, 2665); (SP 8, 2937); |                                                                |
| 1384-1387                                                      | Zmysław, Misław z Boleścic | (SP 8, 2824, 4332); 1384-404, 1409, 1416, zm. a. |                                                                |
| 1317                                                           | Piotr, Piotrasz Mięso komornik sędziego ziemskiego lel. | (SP 2, 791, 860; 8, 2638, 4059, 4864, 6505, 8756, 9996, 10019, uw. 305/18, 306/15, 307/37; ZK 3b s. 248; według ind. WAP)3; |                                                                |
| 1386                                                           | Staszko z Boleścic. Jan Magnus z Boleścic | (SP 8, 4186);(SP 8 uw. 9/11); |                                                                |
| 1387-8                                                         | Piotr z Boleścic sądzi się ze swoim stryjem Szczepanem z Boleścic i Borkiem z Trzcieńca o dziedzictwo w Boleścicach | (SP 8, 4537a, uw. 44/4); |                                                                |
| 1388-416                                                       | Ninota herbu Wąż, Wężyk, zwany z Zachorza z Boleścic i Trzcieńca | (SP 1, 3324; 7/2, 260; 8, 5193, 5855, 9140; według ind. WAP); |                                                                |
| 1388                                                           | żona Ninoty z Boleścic i Trzcieńca | (SP 8, 4674); |                                                                |
| 1397                                                           | Drogosz z Kaliny sądzi się z żona Macieja z Boczkowic o czwartą cz. dziedziny w Boleścic zwaną Sobieszowskie | (SP 8, 5966); |                                                                |
| 1397-1417                                                      | Jakub, Jakusz z Boleścic brat Piotrasza. | (SP 8, 6228, 6460-1, 7658, 8696-7, 9196, uw. 296/85, 297/31, 298/60, 307/37; ZK 3b s. 248; według ind. WAP) |                                                                |
| 1304                                                           | Jachna żona Jakusza z Boleścic | (według ind. WAP); |                                                                |
| 1398                                                           | Marcisz z Olpic gwarantuje Jakuszowi z Boleścic zwrot 16 grz. w groszach i 4 grzywby w kwartnikach ewentualnym zastawem swej części w Boleścicach | (SP 8, 6461); |                                                                |
| 1399                                                           | Pietrasz z Boleścic z racji prawa bliższości uzyskuje na Jachnie z Uliny opiekę nad dziećmi Klemensa z Boleścic | (SP 8, 9390); |                                                                |
| 1304-7                                                         | Mikołaj s. Piotra z Boleścic | (ZK 3b s. 248; według ind. WAP); 1 |                                                                |
| 1309                                                           | Piotrasz Mięso z Boleścic sprzedaje za 40 grzywien Marciszowi z Więcławic swoją część w Sieborowicach (ZK 5 s. 203); Jakusz herbu Pilawa z Boleścic | (AKP 8/1, 476); |                                                                |
| 1311-21                                                        | Piotr syn Piotrasza z Boleścic; | |                                                                |
| 1416-28                                                        | Piotr syn Piotra Mięso z Boleścic brat Jana i Stanisława; | |                                                                |
| 1415                                                           | Piechna żona Jakusza wdowa od 1423 i jej syn Dobek z Boleścic; | |                                                                |
| 1317                                                           | Hanka z Boleścic; | |                                                                |
| 1317                                                           | Grejta wdowa po Piotrze Mięso, Jan syn Piotra Mięso z Boleścic sprzedaje za 180 grzywien Dobiesławowi z Pawłowic (par. Sędziszów) całą cz. swego dziedzictwa w Boleścicach, Dobek syn Jakusza z Boleścic sprzedaje za 90 grzywien wyżej wymienionemu Dobiesławowi całą swą część macierzystą i ojczystą w Boleścicach. (ZK 194 s. 69); Jakub h. Wąż z Boleścic. | (SP 7/2 309); |                                                                |
| 1317-24                                                        | Jan s. Piotra Mięso z Boleścic, od 1419 z › Olpic, br. Piotra i przyrodni br. Stanisława (według ind. WAP); | |                                                                |
| 1319                                                           | tenże Jan zapisuje żonie Ofce córce Tomasza z Czyrzowa 40 grzywien wiana i posagu na połowie wszystkich swych dóbr | (ZK 6 s. 619); |                                                                |
| 1317-19                                                        | Dobek z Boleścic syn Jakusza, 1421 niegdyś z Boleścic [por. wyżej 1417] | (według ind. WAP); |                                                                |
| 1318                                                           | Anna córka Klemensa z Boleścic przyjąwszy od Dobka z Pawłowic 40 grz. za cz. Uliny i Boleścic rezygnuje z wszelkich praw do tych dóbr | (ZK 194 s. 144); |                                                                |
| 1318-30                                                        | Stanisław, Stach syn Piotra Mięso, br. Piotra i Jana | (SP 7/2, 582; według ind. WAP); |                                                                |
| 1319                                                           | Elżbieta żona Prokosza z Kuczkowa, córka Piotra z Boleścic | (według ind. WAP); |                                                                |
| 1320                                                           | Jan z Olpic syn Piotra Mięso oświadcza, że Dobko z Pawłowic wypłacił mu już całą sumę za kupione dziedzictwo w Boleścicach. | (ZK 195 s. 71); |                                                                |
| 1322-30                                                        | Dobiesław z Boleścic i Pawłowic. | |                                                                |
| 1328                                                           | Anna żona Dobka z Boleścic | (według ind. WAP); |                                                                |
| 1324                                                           | Stanisław z Boleścic zastawia za 27 grzywien swemu bratu przyrodniemu Janowi wszystkie swoje części w Boleścicach. | (ZK 195 s. 288); |                                                                |
| 1323                                                           | Zema i Stanisław ss. Ninoty z Boleścic (według ind. WAP); Piechna wdowa po Jakuszu zastawia za 20 grzywien Dobkowi z Pawłowic całą część Boleścic, którą posiada tytułem wiana i posagu | (ZK 195 s. 178); |                                                                |
| 1324                                                           | Hanek z Boleścic | (według ind. WAP); |                                                                |
| 1324-32                                                        | Stanisław, Stach Goły z Boleścic.; por. Kępie | (według ind. WAP; SP 2, 2406); |                                                                |
| 1326                                                           | Jan Wężyk z Boleścic. | |                                                                |
| 1327                                                           | Stachna córka Jana z Boleścic | |                                                                |
| 1328                                                           | Klemens z Boleścic, Piotr herbu Pilawa z Boleścic, Jan Naszon z Ostrowiec pow. wiślicki zastawia za 60 grzywien Dominikowi zwanemu Pilawa z Boleścic całą wieś Tarnowa Góra i trzecią część wsi Chebdzie | (ZK 196 s. 254); |                                                                |
| 1333                                                           | Jan kmieć Stanisław Niemsty z Boleścic | |                                                                |
| 1349                                                           | bracia Ścibor i Mikołaj z Boleścic | |                                                                |
| 1354                                                           | Anna żona Mikołaja z Boleścic | (ZK 151 s. 241); |                                                                |
| 1371                                                           | Jakub Miechowicki sprzedaje za 200 grz. Jerzemu „de Zdzarczycze” całą cz. w Boleścic | (ZK 152 s. 210); |                                                                |
| 1384                                                           | Anna żona Mikołaja z Boleścic odnotowano pobór pogłównego (Kniaz. 82; a. 1490, 1490-3, 1496-9 pobór z 1/2 ł.; 1494 pobór z 1 1/2 ł.; 1508 pobór z 1 ł.; | ŹD s. 438; RP s. 149, 162, 178, 192, 75, 112, 39, 10, 207, 340); |                                                                |
| 1498                                                           | Jakub Żyra z Boleścic br. Stan. i Mik. Kulowie z › Książa Małego dzielą dobra. Mik. przypadają: Wojciechowice, Krzcięcice, Wola Krzcięcka, Słaboszowice, Piołunka, Olpice, Boleścic i Deszno | (ZK 153 s. 176);(tamże s. 196). |                                                                |

Inne wydarzenia odnotowane w dziejach średniowiecznej wsi
W roku 1389 Szczepan z Boleścic winien przedłożyć sądowi ziemskiemu przywileje w sprawie dzies. swobodnej, stwierdzające, że nie powinien [w sprawie dzies.] odpowiadać przed sądem kasztelana lub wojewody || (SP 8, 5309); 1529 dzies. snop. wart. 8 grz. z całej wsi łącznie z Olpicami plebanowi w Sędziszowie (LR s. 188).
W roku 1385 Mścisław z Boleścic naganiony przez Mikołaja z Zygartowic oczyszcza swe szlachectwo i dowodzi, że ma herb Pilawa (SP 8, 3004, 3011).

## Historia wiek XVIII i XIX
Boleścice w wieku XIX pisane jako Boleszczyce stanowiły wieś z folwarkiem, nad rzeczką Mierzawą, w powiecie jędrzejowskim, gminie i parafii Sędziszów.
Właścicielem Boleścic w wieku XVIII był Adam Oraczewski zmarły  w 1723 roku wojski krakowski, posiadał oprócz tego: Bełk, Pękosław, Kowalów, Nową Wieś i Krężoły. 

Według spisu miast, wsi, osad Królestwa Polskiego z 1827 roku były tu 32 domy i 212 mieszkańców.
Do 1945 roku Boleścice przynależały do majątku Pawłowice.

## Zabytki
- ślady pozostałości po Dworku szlacheckim z XIX wieku. Mylnie kojarzone z budynkiem szkoły.